# Laguna de Massabi
La laguna de Massabi (en portugués: Lagoa Massabi) es una laguna  en la zona norte costera del enclave angoleño de Cabinda, cerca de la zona fronteriza con el Congo. El lago Massabi también es conocido como Chicamba debido a una ciudad del mismo nombre que se encuentra a unos cinco kilómetros al norte cerca de la frontera. Tiene unos 10 kilómetros de largo por 8 de ancho. Está lleno de peces y rodeado de la selva tropical, serpientes constrictoras y loros.